# Чорнухинський літературно-меморіальний музей Г. С. Сковороди
Чорну́хинський літерату́рно-меморіа́льний музе́й Г. С. Сковороди́ — літературно-меморіальний музей, присвячений життю і творчості видатного українського філософа, просвітителя і поета Григорія Савича Сковороди, розташований на його батьківщині — у смт Чорнухах Полтавської області (нині Лубенський  район); до музейного комплексу входить також відтворена меморіальна садиба батьків Григорія Сковороди; значний осередок культури й пам'яті Чорнухинщини, меморіальне місце Григорія Сковороди національного значення. Культурний осередок у смт Чорнухах — один із найвизначніших музеїв Полтавського краю.

## Опис
До комплексу Чорнухинського літературно-меморіального музею Г. С. Сковороди входять власне музей і меморіальна садиба батьків Григорія Сковороди:

«Хата батьків Сковороди»

- фонди музею налічують понад 2 000 експонатів[2] і присвячені не лише Григорію Сковороді та його вшануванню, а й історичному тлу життя і творчості філософа, а також історичному розвитку Чорнух. Серед експонатів — бюст Сковороди роботи Івана Кавалерідзе та інші мистецькі твори (живопис, пластика) на «сковородівську» тематику (переважно радянських митців), археологічні артефакти-знахідки на території Чорнухинщини, старовинні речі побуту та інструменти місцевого населення, предмети культу, скринька з землею з могили Г. С. Сковороди; серед раритетів — кобза XVIII століття, низка оригінальних документів доби Сковороди, зокрема, зразки особистої кореспонденції;
- відтворено типову садибу малоземельного козака XVIII століття, яким був батько великого філософа. Зокрема, ця хата складається з хати, клуні, комори, криниці з журавлем. У хаті експонуються речі селянського побуту і вжитку. Садибу обнесено тином з лози[3].

До складу музею входить і пам'ятник Григорію Сковороді, розташований між подвір'ям меморіальної садиби і сквером, що прилягає до неї.

## Історія
У Чорнухах робилися спроби увічнити пам'ять видатного земляка — філософа, поета та богослова Григорія Сковороди вже на початку XX століття, зокрема місцеві жителі клопотали ще у 1914 році до Лохвицької повітової земської управи щодо дозволу на збирання коштів для будівництва йому пам'ятника, однак здійсненню цих планів завадила Перша світова війна.
У грудні 1922 року з нагоди вшанування 200-річчя від дня народження Сковороди в Чорнухах та Лохвиці було відкрито погруддя та пам'ятник філософа роботи українського скульптора і кінодіяча І. П. Кавалерідзе. Чорнухинський бюст був встановлений біля школи, яка тоді ж дістала ім'я Григорія Савича Сковороди.
У 1972 році за рішенням ЮНЕСКО в 134 країнах світу відзначалося 250-річчя з дня народження геніального філософа. Був створений Всесоюзний та республіканський (УРСР) ювілейні комітети, а також районні ювілейні комісії в Чорнухах, Золочеві, Лохвиці та Переяславі. Зокрема, на батьківщині Сковороди до цього ювілею було побудовано і відкрито меморіальну садибу батьків Григорія Сковороди та історико-краєзнавчий музей, значна частина експозиції якого була присвячена саме життю і творчості мандрівного мислителя. Відтворенню садиби передувало вивчення значного числа архівних документів, біографічних і етнографічних джерел, проєкт садиби розробляли архітектори В. Тертичний та Ю. Чернов.
28 листопада 1972 року чорнушани урочисто відзначили 250-річчя від дня народження Григорія Сковороди. На території музею було відкрито погруддя філософа роботи скульптора М. Г. Когана.
Вже у незалежній Україні згідно з рішенням Чорнухинської районної Ради народних депутатів від 27 липня 1995 року музей перепрофільовано з історико-краєзнавчого й перейменовано в Чорнухинський літературно-меморіальний музей Г. С. Сковороди.
У 2012-2014 роках було створено нову експозицію музею, автор проєкту — Ю.О.Тітінюк.

## Галерея

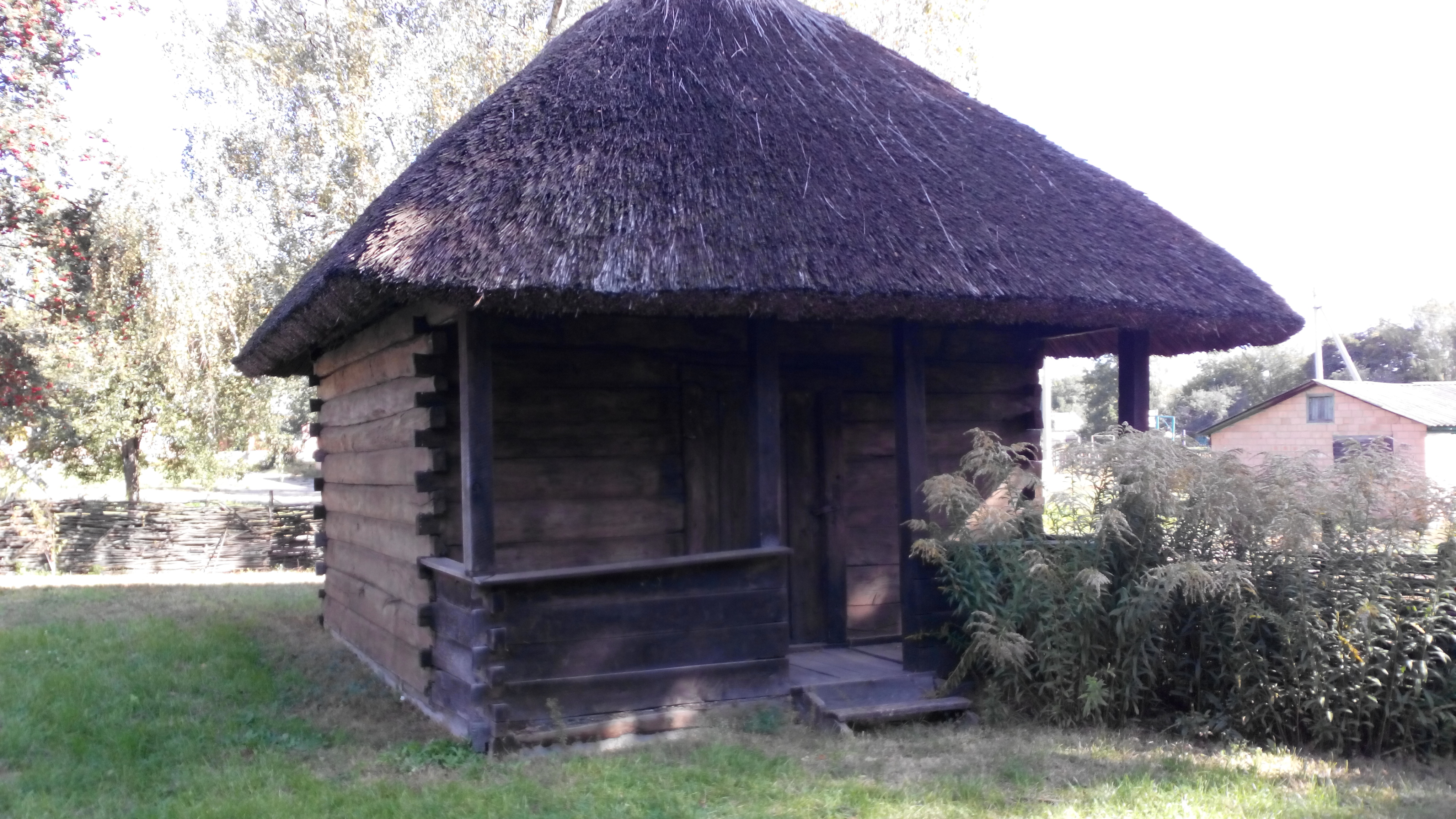
Комора
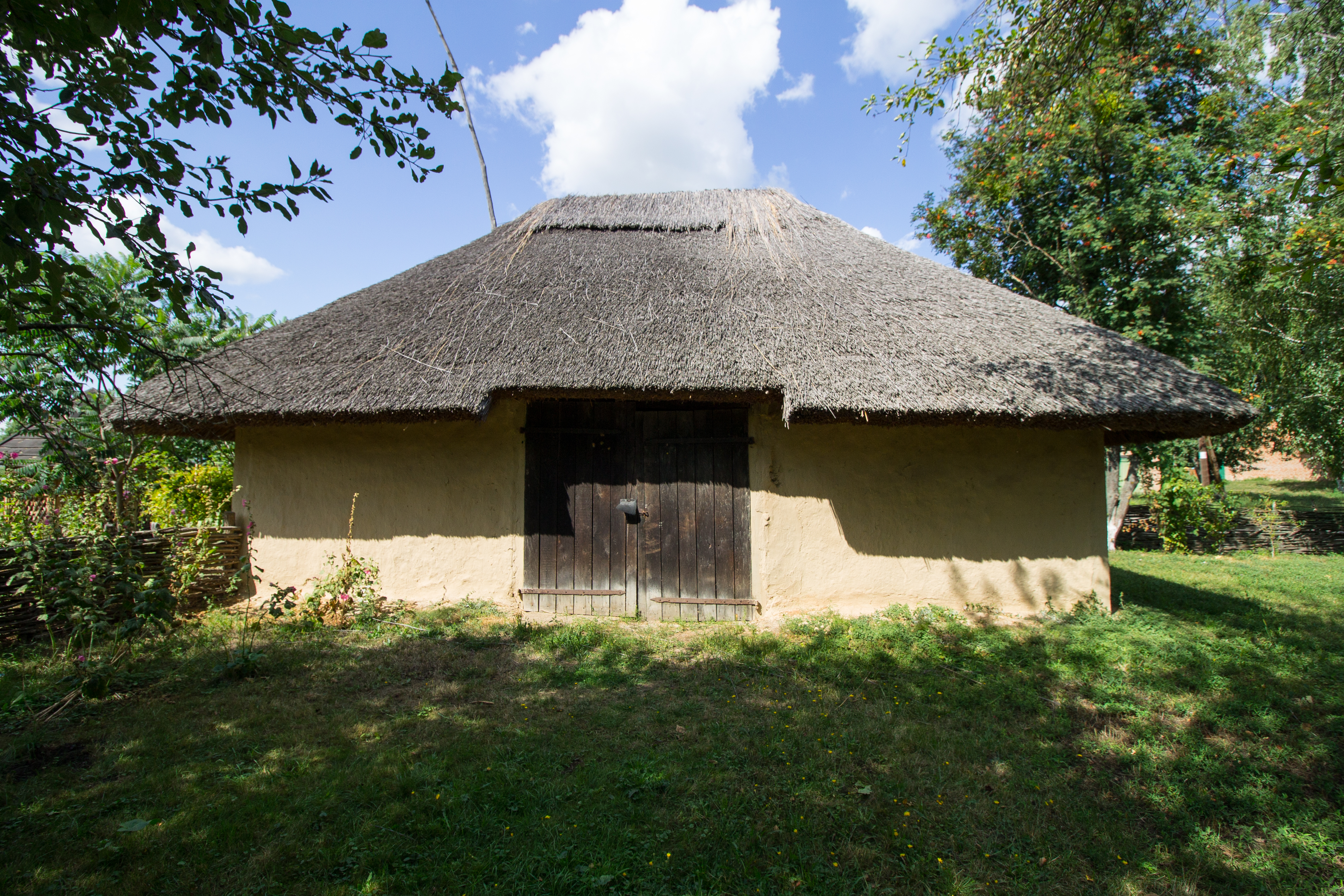
Клуня
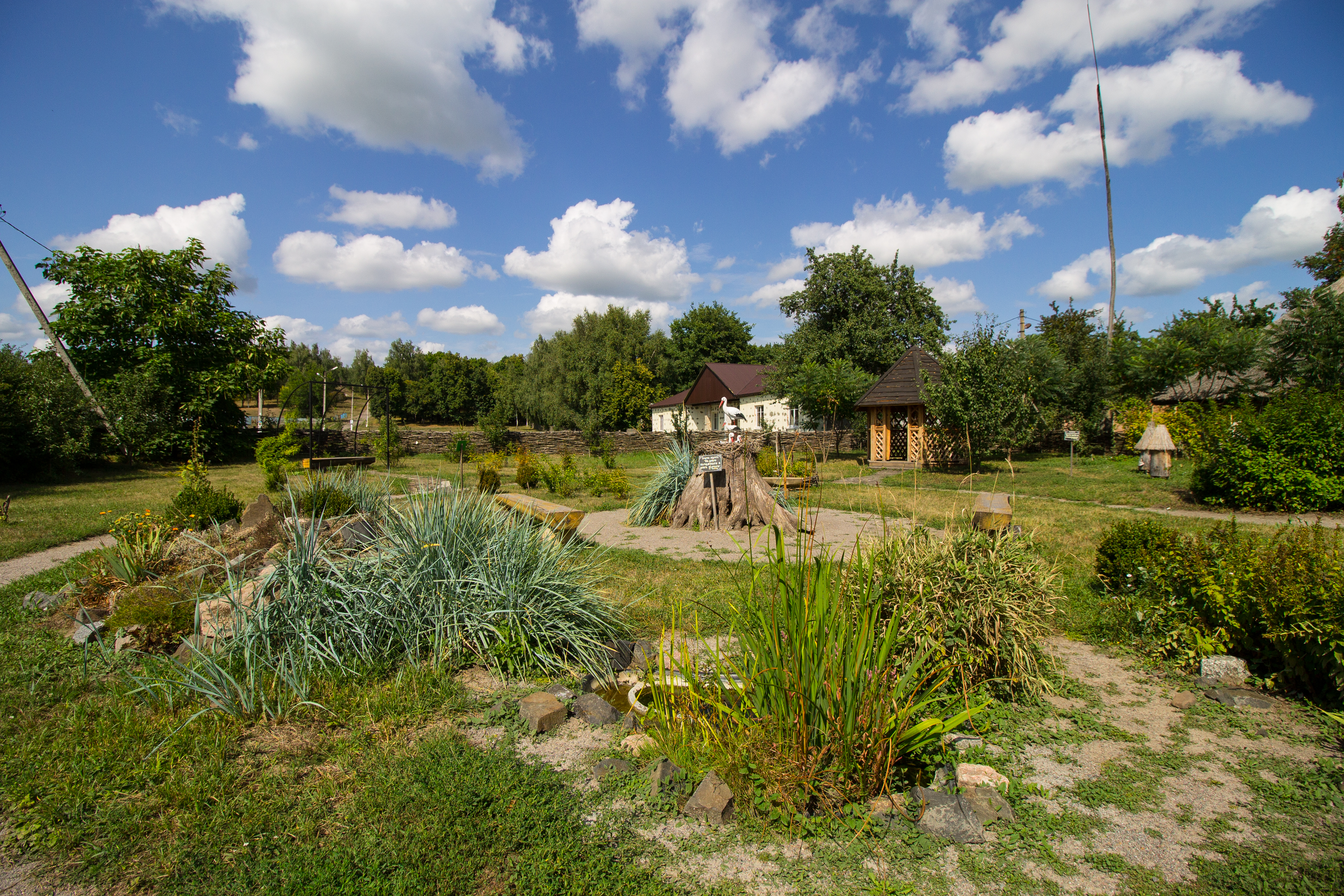
"Сад божественних пісень"
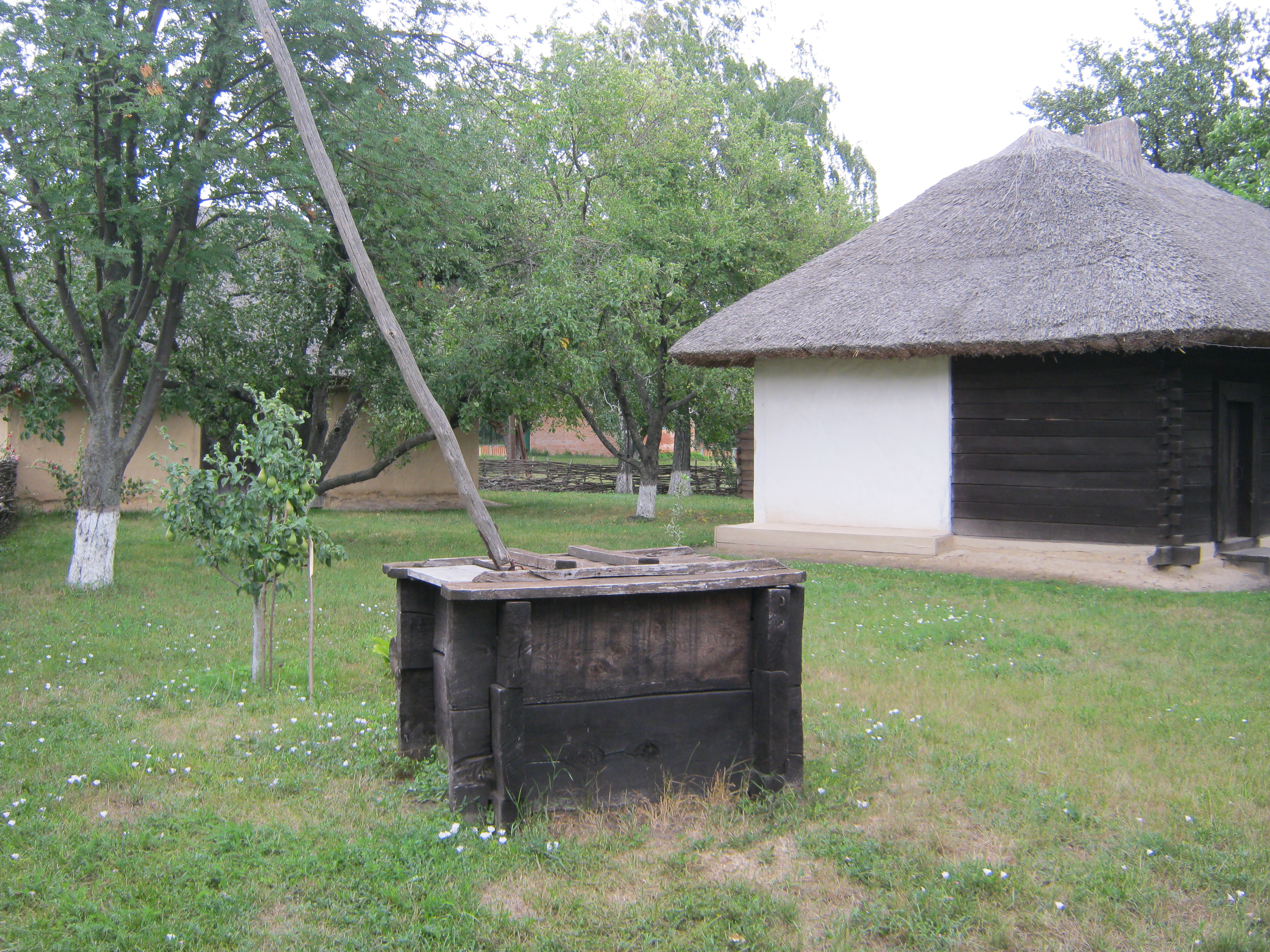
Криниця